# 5011 Ptah
5011 Ptah eller 6743 P-L är en asteroid upptäckt 24 september 1960 av den nederländsk-amerikanske astronomen Tom Gehrels och det nederländska astronomparet Ingrid van Houten-Groeneveld och Cornelis Johannes van Houten vid Palomarobservatoriet. Asteroiden har fått sitt namn efter Ptah inom egyptisk mytologi.
Asteroidens omloppsbana ligger så nära jordens som 3,7 miljoner kilometer. Så nära kommer asteroiden dock inte särskilt ofta. 2007 var asteroiden som närmast 30 miljoner kilometer bort och kommer 2027 att vara 29 miljoner kilometer bort.
Vid en beräkning av hur omloppsbanan kommer att förändras under den kommande miljonen år så har det visat sig att excentriciteten kommer att variera mellan 0,45 och 0,5 och banlutningen mellan 6 och 12°. Under två perioder om runt 150 000 år kommer den att fångas in som en trojansk asteroid till Mars.